# Michael Neary
Michael Neary, dit Mike Neary, né le 5 novembre 1948 à Ottawa, Ontario, est un rameur canadien qui a participé aux Jeux olympiques de Munich de 1972 et aux Jeux olympiques de Montréal de 1976. Il a été membre de l'Argonaut Rowing Club de Toronto.
Neary est diplômé de l'Université de Western Ontario. Il est marié à Maureen Neary et a un fils, Jack.